# Лихачёвские чтения
Лихачёвские чтения — международные научные чтения, приуроченные к памяти Дмитрия Сергеевича Лихачёва.

## История
Международные научные чтения в СПбГУП впервые состоялись в мае 1995 года и были приурочены к Дням славянской письменности и культуры и Дню города. Их инициаторами были Дмитрий Сергеевич Лихачёв и профессора СПбГУП В. Е. Триодин, Р. С. Милонов и А. С. Запесоцкий. С тех пор Чтения проводятся каждый год. Д. С. Лихачёв выступал на них с докладами «Декларация прав культуры и ее международное значение» (1996), «Великая культура примирительна по своей сути» (1997). Тематика Лихачевских чтений разнообразна.
После ухода из жизни Дмитрия Сергеевича Лихачёва по предложению писателя Д. А. Гранина и профессора А. С. Запесоцкого чтения получили государственный статус «Международных Лихачевских научных чтений», который был придан им Указом Президента РФ В. В. Путина «Об увековечении памяти Д. С. Лихачёва» № 587 от 23 мая 2001 года.
Соучредителями чтений являются Российская академия наук, Российская академия образования, Конгресс петербургской интеллигенции. Чтения проводятся при поддержке Министерства иностранных дел РФ.
С 2007 года в рамках Чтений проводится Лихачёвский форум старшеклассников России, на который собираются победители Всероссийского конкурса творческих работ «Идеи Д. С. Лихачёва и современность» со всей России и из-за рубежа.
С 2008 года совместно с МИД России началось осуществление Дипломатической программы Чтений «Международный диалог культур», в которой выступают послы иностранных государств с изложением своих взглядов на важнейшие проблемы нашего времени.
С 2010 года комплекс лихачевских мероприятий дополнен Всероссийской культурно-образовательной программой для старшеклассников «Лихачёвские уроки в Петербурге».
В 2001, 2004, 2006, 2009—2012 годах организаторов и участников Чтений приветствовали Президенты Российской Федерации В. В. Путин и Д. А. Медведев, в 2008, 2010—2015 годах — Председатель Правительства РФ.

## Участники Лихачёвских чтений
Ежегодно на Чтения съезжаются крупнейшие деятели российской и зарубежной науки, культуры и искусства, общественные и политические лидеры.
Ежегодно по итогам Чтений публикуются сборники докладов и выступлений их участников, тексты секционных дискуссий и круглых столов. Эти материалы хранятся во всех крупных библиотеках России, стран СНГ, научных и образовательных центрах многих государств мира.
К 110-летию академика Дмитрия Лихачёва в Санкт-Петербурге издан сборник «Международные Лихачёвские чтения. Глобализация и диалог культур. 1995—2015». В книгу вошли 162 наиболее значимых доклада 114 авторов, сделанных на чтениях за 20 лет.